# Parortholitha cidariata
Parortholitha cidariata là một loài bướm đêm trong họ Geometridae.